# Uprising44: The Silent Shadows
Uprising44: The Silent Shadows (tytuł roboczy: Uprising44: Powstanie warszawskie) – gra komputerowa stworzona przez polskie studio DMD Enterprise, wydana 15 września 2012 roku (w Polsce 28 maja 2013) na platformę Microsoft Windows. Osadzona jest w realiach powstania warszawskiego, łącząc ze sobą elementy strategicznej gry czasu rzeczywistego i third-person shooterów.
W produkcji znajdowała się również wersja przeznaczona na konsolę Xbox 360, która nigdy nie została ukończona.

## Produkcja
Gra zapowiedziana została 11 czerwca 2011 roku jako pierwszy projekt realizowany przez studio DMD Enterprise, które przyrównało realizowaną przez siebie produkcję do Men of War, zapowiadając ją jako połączenie gry akcji i strategii. 14 grudnia 2012 roku Cenega ogłosiła, że wyda grę na terenie Polski. 28 maja 2013 firma wycofała się z dystrybucji, jako powód podając „rozbieżne koncepcje dotyczące wydania gry”. 23 lipca prawa do wydania Uprising44 przejęła firma Licomp Empik Multimedia, jednak zrezygnowała 29 sierpnia, na kilka dni przed planowaną premierą, ze względu na niedostarczenie przez twórców finalnej wersji programu, co uniemożliwiło „terminowe uruchomienie produkcji i dostarczenie produktu do sklepów”.

### Udźwiękowienie
Polska wersja gry realizowana była w Teatrze Polskiego Radia od sierpnia 2011 do stycznia 2012 roku. Udział w nagraniach wzięło dwudziestu siedmiu aktorów, w tym m.in. członkowie zespołu muzycznego Afromental. Język bohaterów stylizowano na gwarę warszawską lat 40. XX wieku, a poza dialogami w języku polskim zarejestrowano również niemieckojęzyczne kwestie hitlerowców. 
Ścieżka dźwiękowa do gry skomponowana została przez Marka Górskiego i Marcina Przybyłowicza.

## Dystrybucja
Gra została wydana 15 września 2012 roku na platformie dystrybucji cyfrowej GamersGate, a następnie na kilku innych platformach. Część z nich oferowała również polską ścieżkę dźwiękową. Ze względu na wycofanie się z dystrybucji Cenegi i Licomp Empik Multimedia, w Polsce gra ukazała się dopiero 28 maja 2013 roku za sprawą Play-publishing.

## Odbiór
Gra spotkała się z miażdżącą krytyką zarówno recenzentów, jak i graczy. Chociaż w niektórych recenzjach chwalona była za różnorodność zadań, skrytykowano praktycznie każdy aspekt techniczny, w tym kiepską sztuczną inteligencję, niedopracowanie poszczególnych elementów rozgrywki, oprawę audiowizualną i optymalizację oraz toporną rozgrywkę, jak również brak wierności historycznej i zerową wartość edukacyjną.

## Obsada
- Konrad Darocha – Kuba
- Aleksandra Grzelak – Anna
- Grzegorz Kwiecień – Jan
- Michał Żerucha – Gołąb
- Waldemar Dziwniel – Major Suchar
- Czesław Lasota – Narrator
- Jacek Kwiecień – Kapral
- Kuba Marcinowicz – Wafel
- Wojciech „Łozo” Łozowski – Zbyszek
- Tomasz „Tomson” Lach – Janusz
- Aleksander „Baron” Milwiw – Maciek
- Mateusz Lisiecki – Spiker radiowy / ranny powstaniec
- Marta Uszko – Sanitariuszka
- Powstańcy:  Maciek Hanczewski, Michał Nowotka, Przemysław Wyszyński, Kamil Gęsicki, Zbigniew Dziel, Mateusz Kwiecień, Magdalena Kwapis
- Naziści: John Weisgerber, Pascal Kaczorowski, Krzysztof Mateusiak[18]